# Iglesia de Nuestra Señora de la Misericordia (Geldo)
La iglesia parroquial de Nuestra Señora de la Misericordia de Geldo, también conocida como iglesia parroquial de la Virgen de la Misericordia de Geldo, en la comarca del Alto Palancia, en la provincia de Castellón, es un templo católico que está catalogado como Bien de Relevancia Local según consta en la Dirección General de patrimonio Artístico de la Generalidad Valenciana, con código número 12.07.067-001.
Se encuentra dentro del casco urbano de la población, en concreto en la plaza Don Antonio Ferrer Díaz s/n; y puede datarse entre los siglos XVII y XVIII.

## Historia
No se tienen muchos datos sobre la iglesia son escuetos por lo que son sus características arquitectónicas las que nos pueden desvelar su historia. Pese a ello, el dato más interesante nos viene de la mano de R. Torres Carot, del Breve del Papa Clemente VIII , documento en el que se hace referencia a que la localidad cuenta con una parroquia propia desde el año 1534, y en el cual se segrega de la Iglesia Catedral y Parroquial de Segorbe, siendo obispo por aquel entonces Don Gaspar Jofré de Borja. 
La iglesia se levantó teniendo como titular a San Juan Bautista. En el documento se hace referencia también al modo en el cual de costear los gastos del edificio, donde tomar parte activa en su conservación y embellecimiento, etc. Es curioso que la redacción de este documento se debe al hecho del incumplimiento del anterior encargado de mantener el templo, el duque de Segorbe y señor de Geldo.
En 1690 como fruto de la concordia entre el Pueblo de Geldo y Francisco Lasierra se llega al acuerdo para levantar la nueva iglesia parroquial de la ciudad, el cual empezaría a construirse a comienzos del siglo XVIII, época de pleno auge del barroco en el antiguo reino de Valencia. Parte de las características del actual templo coinciden con las descritas en estos textos, como las características de su campanario (con cubierta piramidal coronada con una veleta) o el hecho de que las sacristías y el campanario salgan del nivel de la pared del templo, lo cual ocurre en el templo actual.

## Descripción
Se trata de un edificio exento en cuya realización han utilizado mampostería y sillería, presentando contrafuertes exteriores que se extienden por encima de las capillas laterales en ambos lados. El tejado está construido a aguas, está cubierto de tejas de tipo árabe. En la fachada se encuentra, a ras de tierra, la puerta de entrada la cual es de tipo retablo de dos cuerpos, adintelada y enmarcada por pilastras toscanas y cuerpo arquitrabado liso en el primer tramo, mientras que en el segundo puede observarse la existencia de una hornacina con ventana rectangular en el centro, que también se encuentra enmarcada por pilastras y remate superior de frontón semicircular, que se ve rematado por cuerpos geométricos.
La torre, de planta cuadrada, se ubica a los pies del lado de la epístola, de manera que el primer cuerpo de la misma forma parte de la fachada, destacando en este cuerpo la existencia de un reloj. En el cuerpo de campanas, el segundo de la torre campanario, se puede contemplarla existencia de ventanas en las esquinas, con pilastras de tipo decorativo, encontrándose en el interior de unos arcos de medio punto las campanas; mientras que el remate superior está constituido por una pequeña cúpula cubierta con tejas cerámicas vidriadas.
También hay que destacar la existencia de una espadaña de un cuerpo en la cabecera.

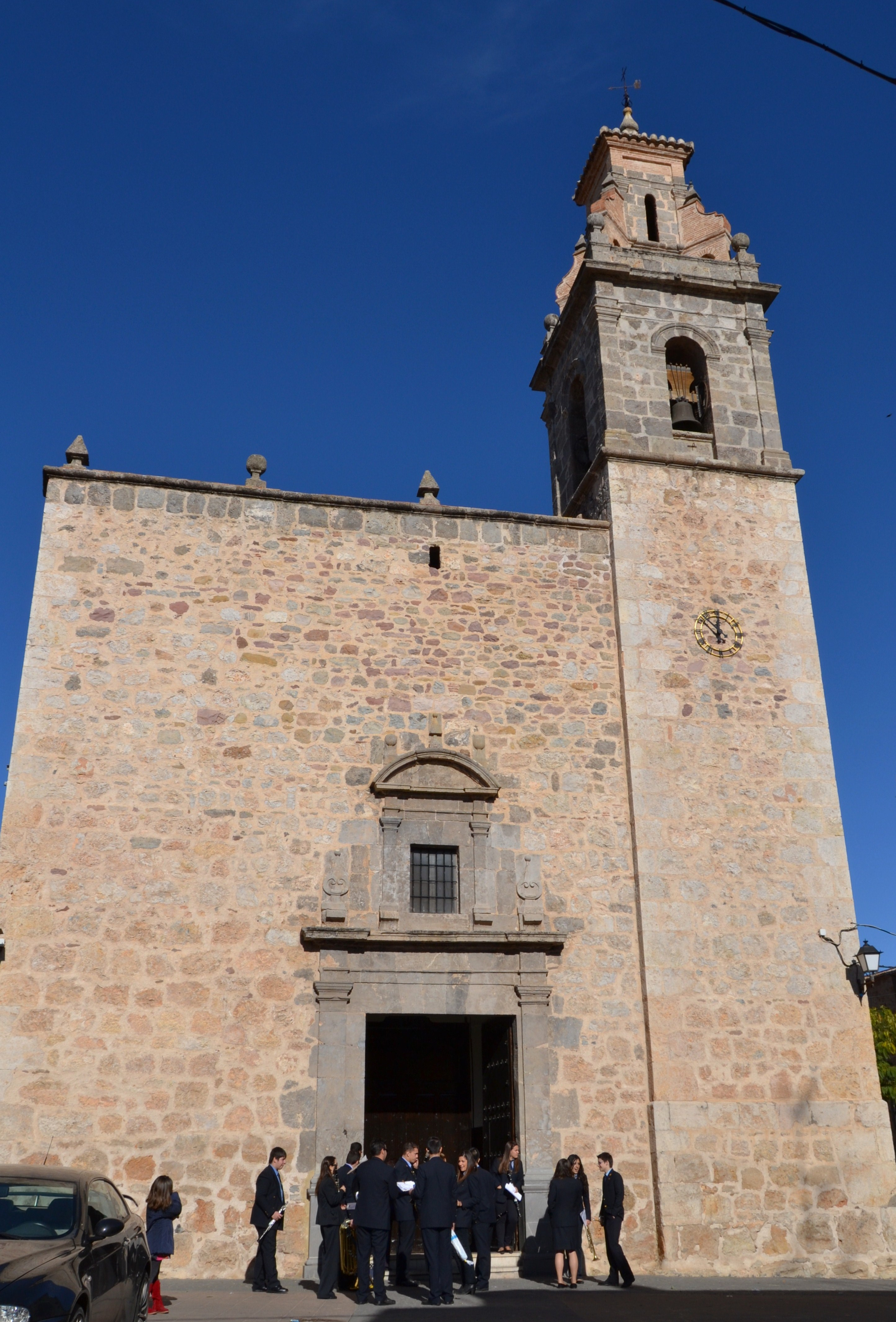
Fachada principal.
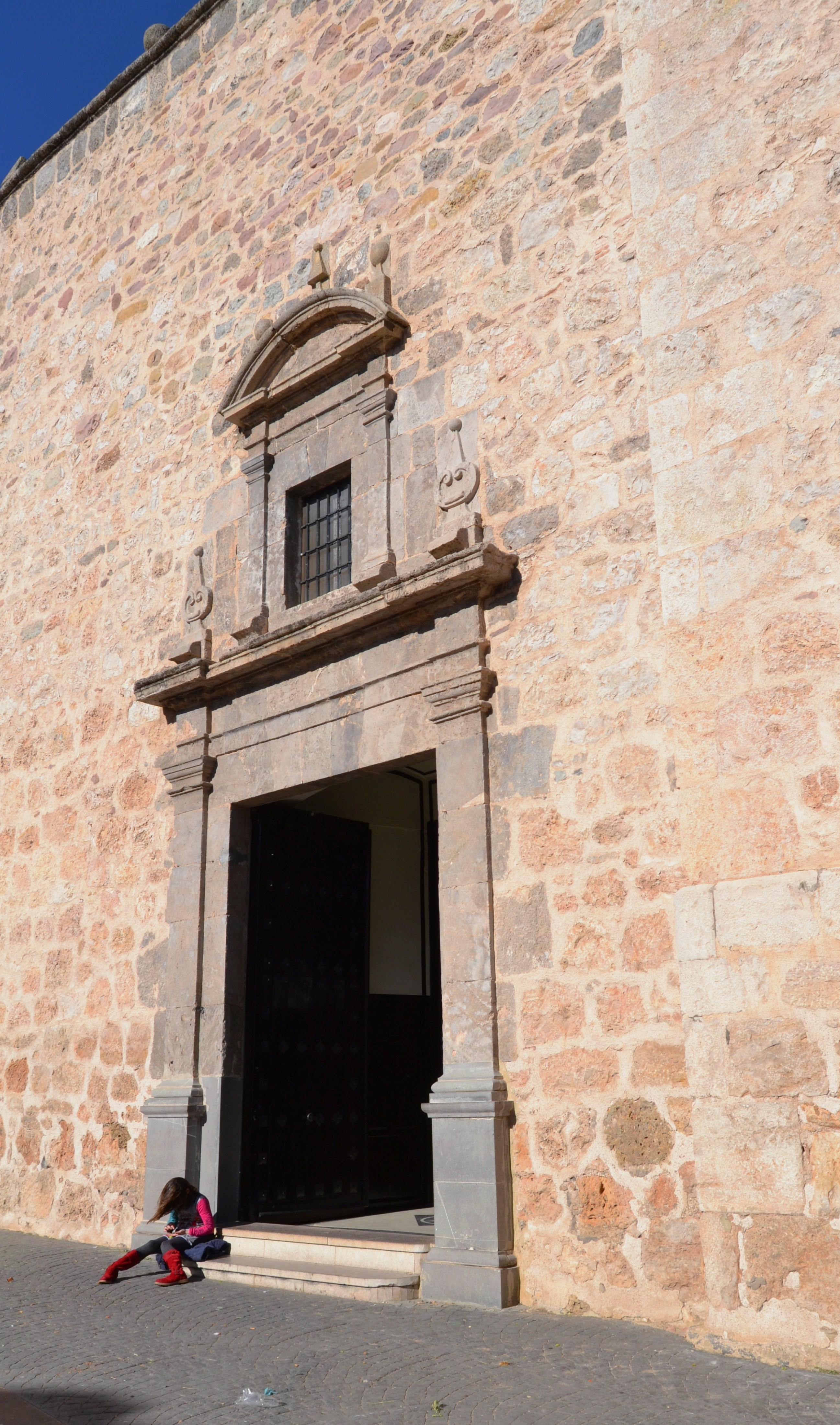
Detalle de la portada
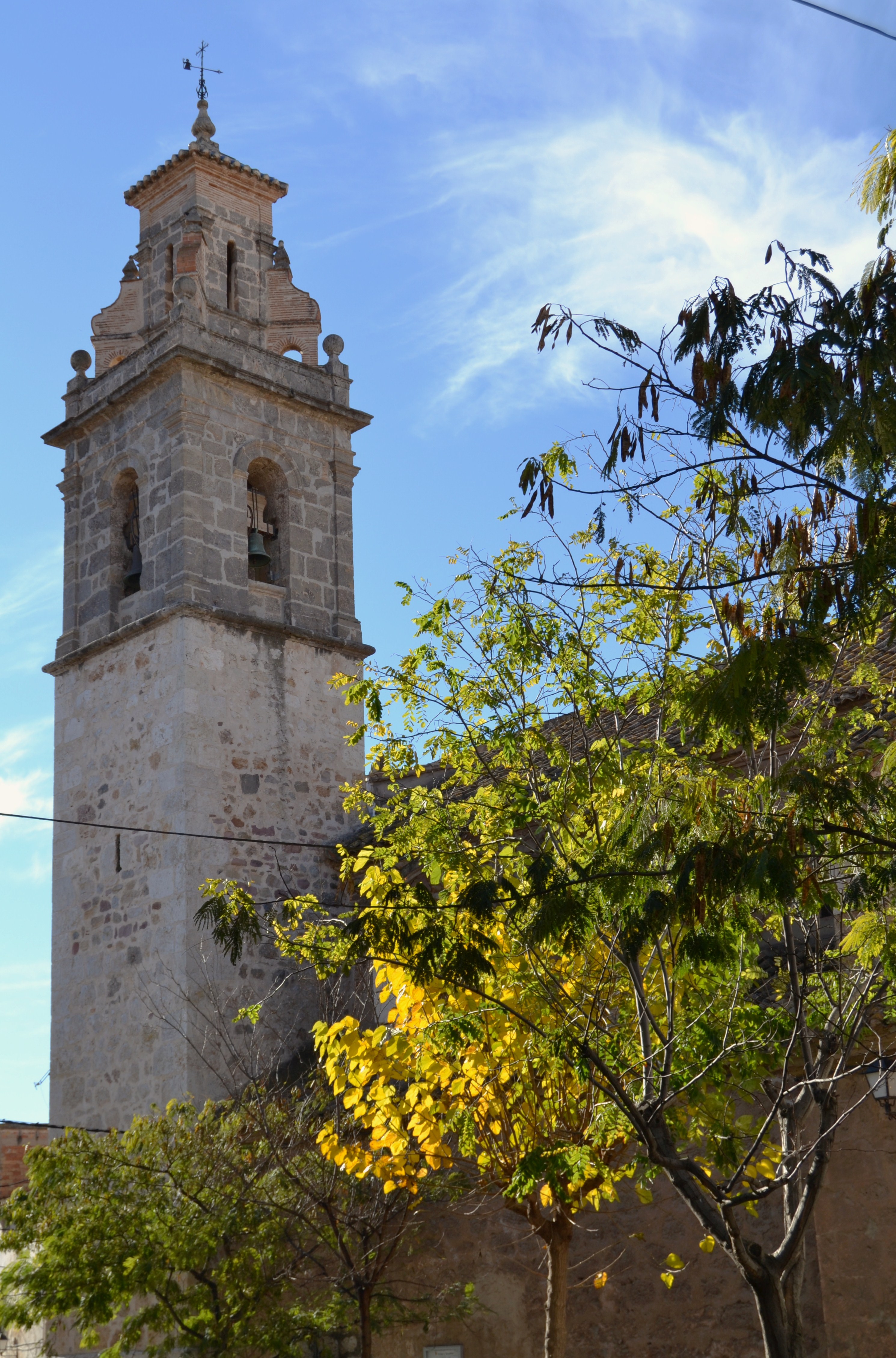
Vista del campanario
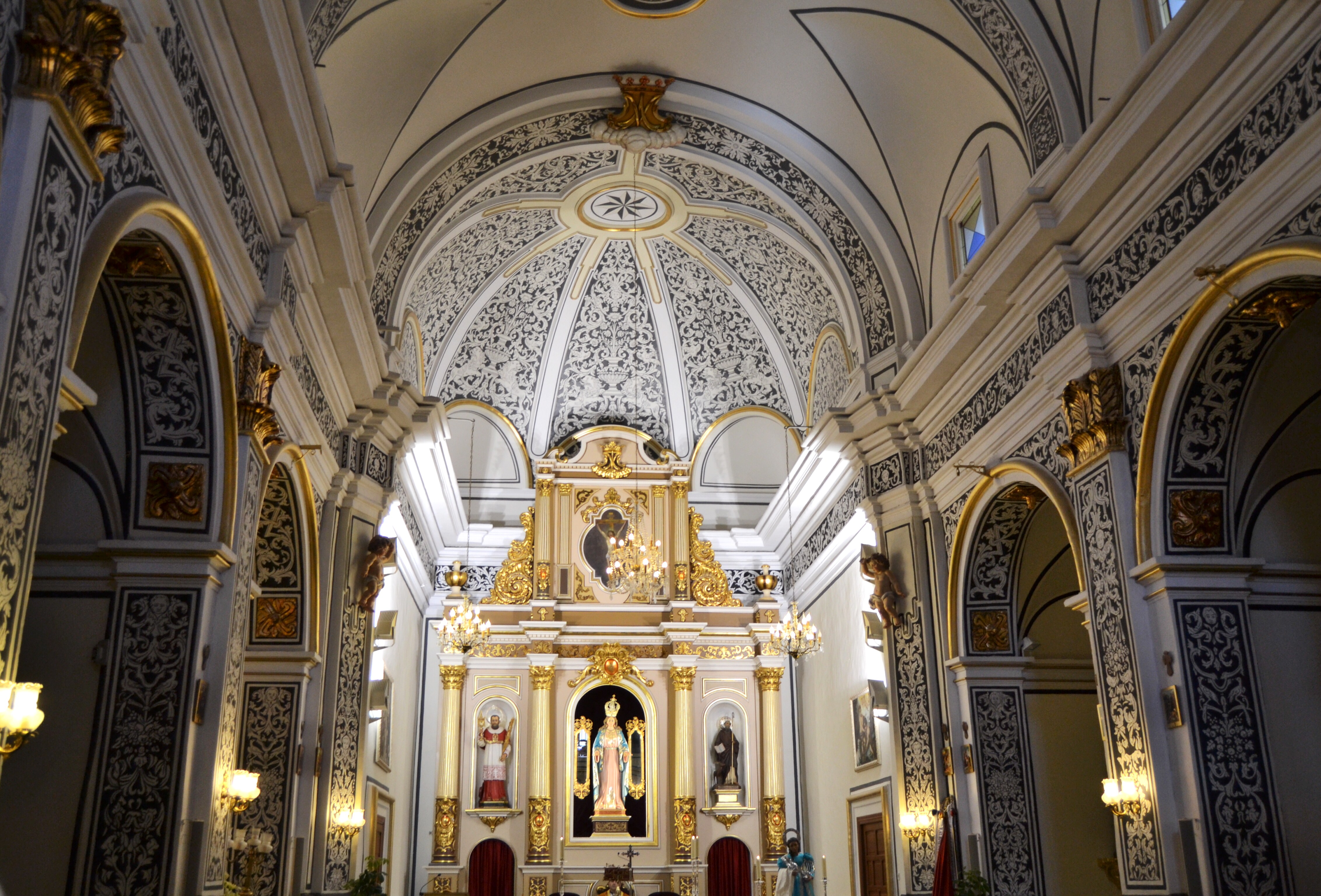
Interior de la iglesia

Respecto al interior, se trata de un templo de nave única con capillas laterales, soportes de pilares y pilastras y bóvedas de cañón con lunetos, en la que podemos destacar la existencia de unos arcos formeros de medio punto, que al tener el edificio una sola nave, están empotrados en el muro, por lo que realmente son arcos ciegos, y se disponen de pilar a pilar coincidiendo con los tramos de la bóveda. Por su parte a decoración es de escayolas del siglo XVIII presentando pilastras y cornisa superior recorriendo todo el templo, todo ello muy típico de la zona de Valencia. También hay que indicar que pese a estar tapado por pintura más moderna, existe esgrafiado en el ábside. También hemos de poner atención a la talla de Nuestra Señora de la Misericordia, la cual es posterior a la guerra y presenta una iconografía en la que la imagen de la Virgen es el de una joven, vestida de rosa y azul con las manos extendidas como protegiendo a la localidad, lo cual se separa de los cánones clásicos de representación de la Misericordia de María ya que normalmente suele mostrarse con los brazos extendidos y el manto cubriéndolos.

### Las campanas
Las campanas de la torre campanario de la iglesia de Geldo son cuatro y responden a los siguientes nombres y características:
- Santa Bárbara, se localiza en el campanario, con un diámetro de 59 cm, una altura de 53 cm y un espesor de 5 cm, es de bronce y tiene un peso aproximado de 119 kg. Se llevó a cabo su fundición en el año 1739, el yugo es de madera y sustituye uno de hierro de Portilla Linares. Presenta inscripciones: " IHS MARIA IOSE SANTA BARBARA ORATE PRO NOBIS ANNO " (N invertidas) M: (00) (cruz potenzada de estrellas, 2 lagartijas y 3 clavos) MP (00) " 17 (cruz) 39 ". Su estado de conservación es bueno ya que fue restaurada por ERMEC. Su instalación es la original y no está mecanizada. Presenta un gran valor histórico y artístico.[6]
- San Ramón, también en el campanario, con un diámetro mayor a la anterior, llega a los 67 cm, su altura es de 55cm y el espesor de 454 nuevamente. El peso real es de 212kg. El fundidor fue Juan Bautista Roses Soler, de Atzeneta d’Albaida, y el año de fundición 1948. Presenta como inscripción: " SAN RAMON / GELDO AÑO 1948 ". El yugo es de madera que nuevamente sustituye a otro de hierro de Portilla Linares. No presenta valor histórico y puede ser reemplaza o refundida sin problemas.[6]
- Cristo de la Luz, también en el campanario. Presenta un diámetro de 78 cm, una altura de 65 cm, un espesor de 8 cm y un peso aproximado de 275 kg, El fundidor es Portilla Linares de Muriedas, y el año 1992. Presenta una inscripción: " me fundio y fabrico en cantabria (ESPAÑA) / en sus talleres de muriedas / MARIO PORTILLA LINARES / cuyo sello ma ca / queda grabado aquí " / (marca de fábrica) " PORTILLA HNOS LTDA / (campana) / SANTANDER (ESPAÑA) " M (06) " SANTISIMO CRISTO DE LA LUZ / 1992 / GELDO / CASTELLÓN / IGLESIA PARROQUIAL VIRGEN DE LA MISERICORDIA / TERCER CENTENARIO DE SU CONSTRUCCION / A EXPENSAS DE / JOSE ARNAU PIQUER Y FRANCISCO TERRASA GOMAR " MP (06) " PÁRROCO M. I. SR. D. ELADIO VILLAGRASA TANBORERO / CANÓNIGO PENITENCIARIO DE LA S. I. C. B. DE SEGORBE " (los acentos y los errores ortográficos "TANBORERO " por "TAMBORERO" "ma ca" por " marca " SIC).

El yugo es de madera el cual sustituye a uno de hierro de Portilla Linares. El estado de conservación es bueno ya que fue restaurada por ERMEC.
- Virgen de la Misericordia, la mayor. Ubicada en el campanario tiene un diámetro de 88 cm, una altura de 83 cm y un espesor de 10cm, con un peso aproximado de 395 kg. Se fundió en el año 1992 en la fundición de Mario Portilla Matanza, en Muriedas, y presenta una inscripción con sus datos: " " VIRGEN DE LA MISERICORDIA" (con comillas en el original) / AÑO 1992 / PARROQUIA. NTRA. SRA. DE LA MISERICORDIA / TERCER CENTENARIO DE SU CONSTRUCCIÓN / SUFRAGADA POR CONSTRUCCIÓN POPULAR DE / TODOS LOS HIJOS Y AMIGOS DE GELDO / ALCALDE: RAMÓN CHOVER MARIN / PÁRROCO: ELADIO VILLAGRASA TAMBORERO / CANÓNIGO PENITENCIARIO DE ESTA DIÓCESIS " MP (06) " FUNDIDA Y FABRICADA EN CANTABRIA ESPAÑA / MAESTRO CAMPANERO MARIO PORTILLA MATANZA ". Como en las otras campanas el yugo es de madera y sustituye a otro de hierro de Portilla Linares. También ha sido restaurada por ERMEC y está en un estado de conservación bueno.[6]
- Cimbalico. Se encuentra situado en el cupulín del campanario, la parte alta del campanario, aunque anteriormente estuvo ubicada en la espadaña, es de pequeñas dimensiones, 38 de diámetro, con un peso real de 41 kg. Fue fundida por Juan Bautista Roses Soler de Atzeneta d’Albaida en el año 1948. También presenta una inscripción: (00) (cruz de Santiago) (03) (anagrama de María) (06) (marca de fábrica) " JUAN BTA ROSES / FUNDICION / CAMPANAS / ADZANETA / PVCIA VALENCIA" (09) (Inmaculada) MP " # GELDO AÑO 1948 # ".[6]